# 6 Pułk Piechoty (austro-węgierski)

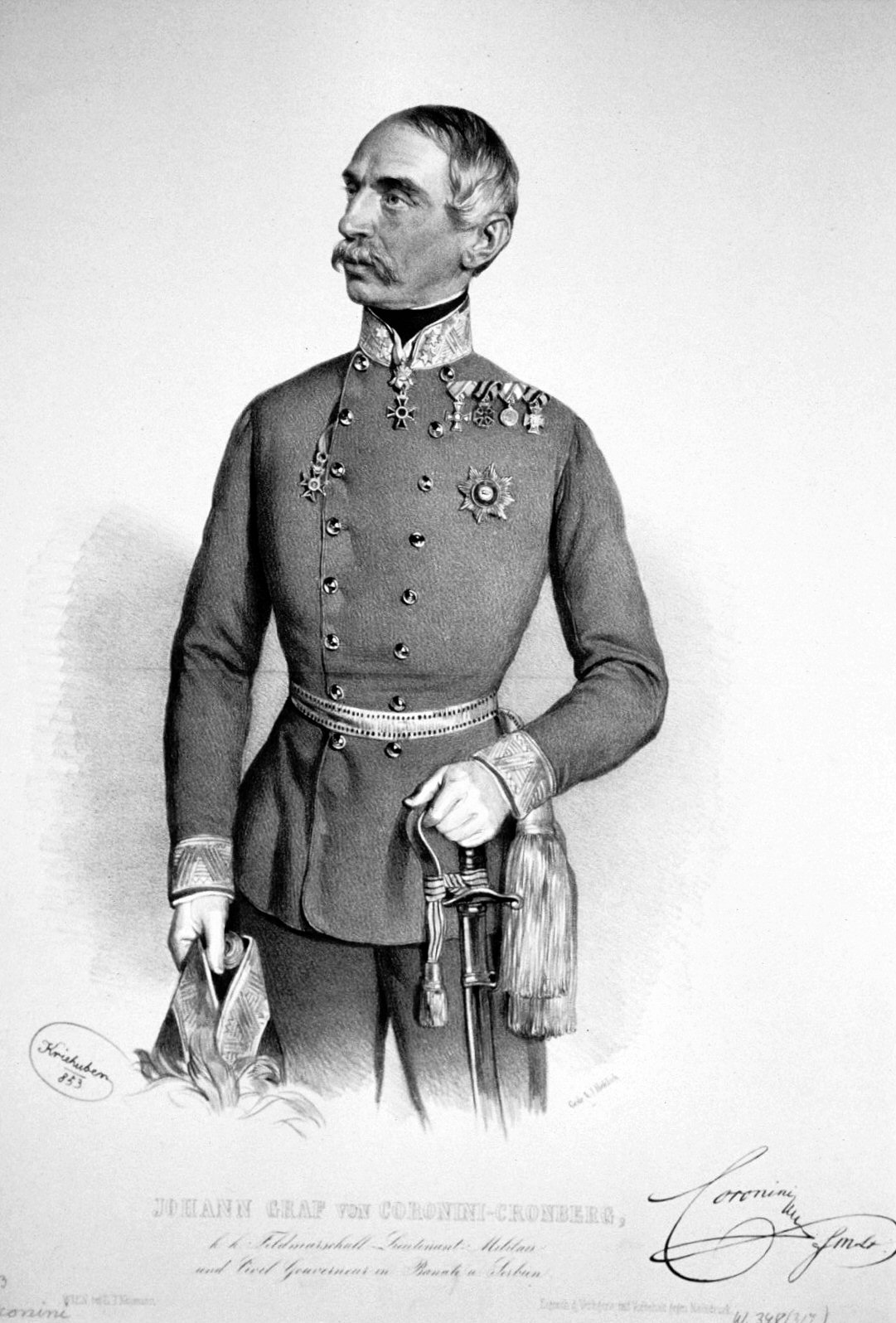
FZM Johann Coronini-Cronberg

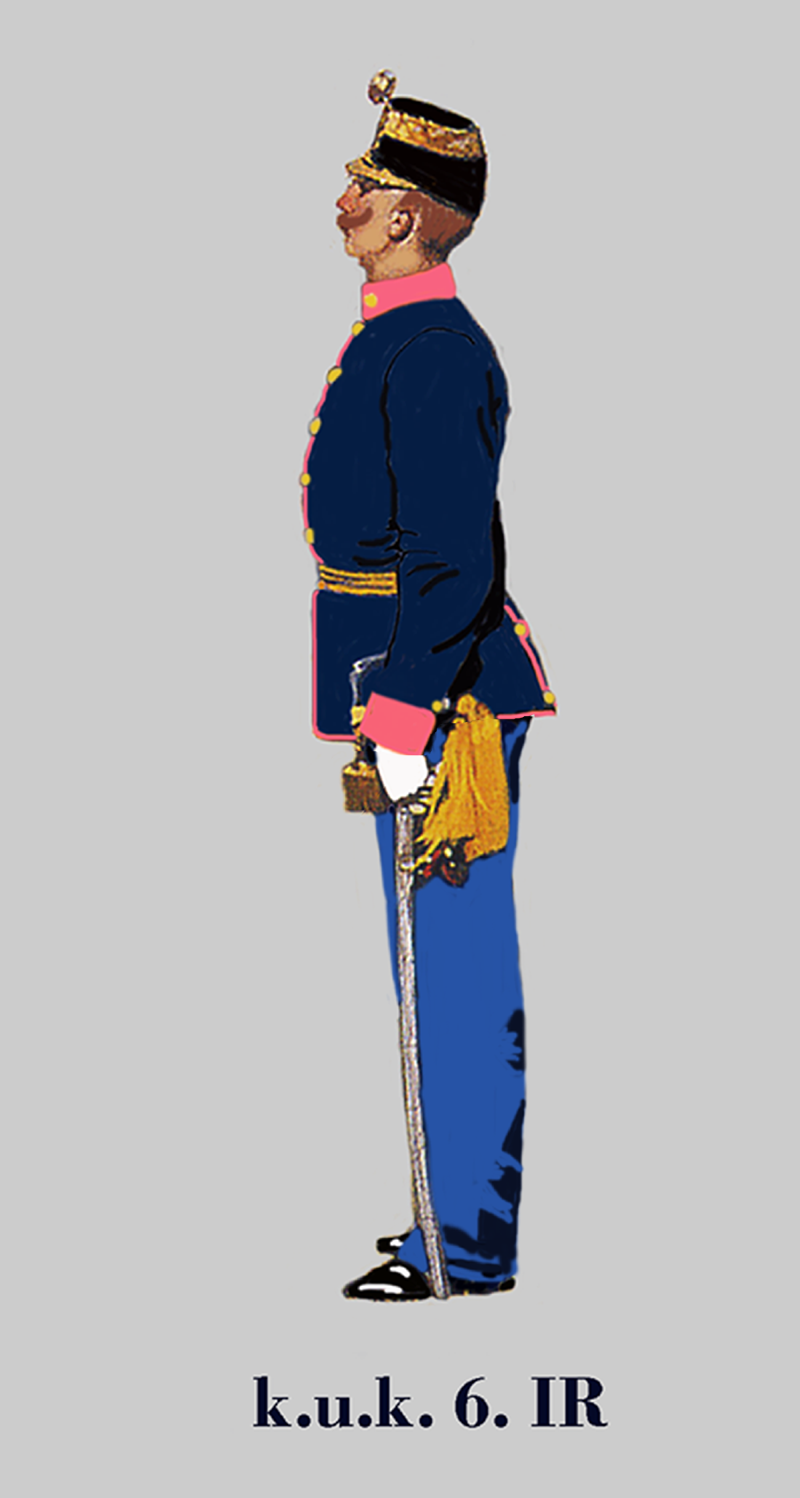
Porucznik 6 pp w mundurze galowym

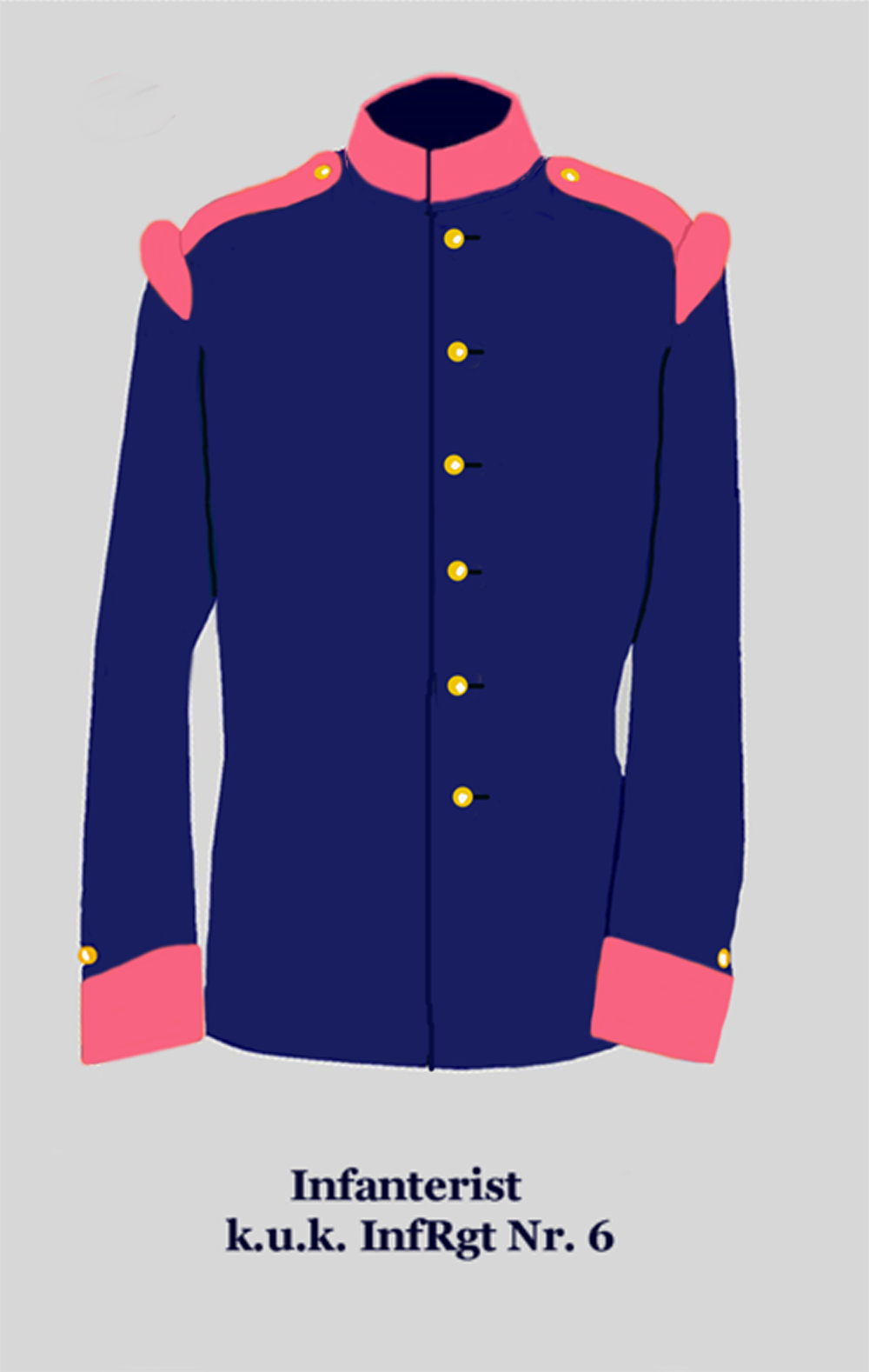
Kurtka szeregowca 6 pp

Węgierski Pułk Piechoty Nr 6 (niem. Ungarisches Infanterieregiment Nr. 6) – pułk piechoty cesarskiej i królewskiej Armii.

## Historia pułku
W 1762 został utworzony drugi Szeklerski Graniczny Pułk Piechoty (zob. Seklerzy). Dwa lata później został przeformowany, a w 1851 przekształcony w pułk piechoty liniowej.
Okręg uzupełnień nr 6 Nowy Sad (węg. Ujvidék, niem. Neusatz) na terytorium 4 Korpusu.
Kolejnymi szefami pułku byli: FZM Johann Coronini-Cronberg (1851 – †26 VII 1880), a od 1880 książę Karol I (od 1881 król Rumunii).
Kolory pułkowe: różowy (rosenrot), guziki białe.
W 1873 sztab pułku w Pola, a komenda uzupełnień oraz batalion zapasowy w Nowym Sadzie.
W 1900 sztab pułku razem z I, II i IV stacjonował w Budapeszcie natomiast III batalion w Nowym Sadzie.
W latach 1900–1911 służbę w pułku pełnił por. Henryk Weiss.
W latach 1903–1905 sztab pułku oraz III i IV batalion w Wiedniu, I batalion w Wöllersdorfie, a II w Nowym Sadzie.
W latach 1906–1909 sztab pułku oraz bataliony I, II i III w Budapeszcie, a IV w Nowym Sadzie.
W latach 1910–1914 sztab pułku oraz bataliony II i III w Budapeszcie, I w Bileci, a IV w Nowym Sadzie.
W 1914 pułk wchodził w skład 32 Dywizji Piechoty.

## Żołnierze pułku
Komendanci pułku
- płk Carl Schmidt (1869–1875)
- płk Georg Lemaiċ (1875–1878)
- płk Alois Mayr (1878–1879)
- płk Julius Christianoviċ (1879–1882)
- płk Carl Hallavanya von Radoičiċ (1882–1885)
- płk Ludwig Sova (1885–1887)
- płk Alexander Ulmannsky (1887–1893)
- płk Bruno von Görtz (1893–1895)
- płk Adolph Wischinka (1895–)
- płk Teodor Suchy (1900–1901)
- płk Emil List (1903–1907)
- płk Julius Wellenreiter (1908)
- płk Vinzenz Markovinovic (1909–1912)
- płk Julius Phleps (1913–1914)

Podoficerowie i szeregowcy
- kadet-zastępca oficera Stanisław Niklas